# Courtney Eaton
Courtney Eaton, née Courtney Jane Eaton le 6 janvier 1996 à Bunbury (Australie), est une mannequin et actrice australienne.

## Biographie

### Débuts précoces et mannequinat
Courtney Eaton passe sa scolarité à la Bunbury Cathedral Grammar School. Son père, Stephen Eaton, est un responsable informatique australien, d'origine anglaise et sa mère, Cook Islander, est néo-zélandaise d'origine chinoise.
Elle est découverte par Christine Fox lors d'un défilé de mode à l'âge de 11 ans. A 16 ans, elle signe un contrat avec l'agence de mannequins Viven's Models.
Par la suite, elle signe avec NEXT Model Management, qui gère la carrière de mannequins, mais aussi de chanteurs, acteurs, blogueurs et chefs.

### Carrière d'actrice

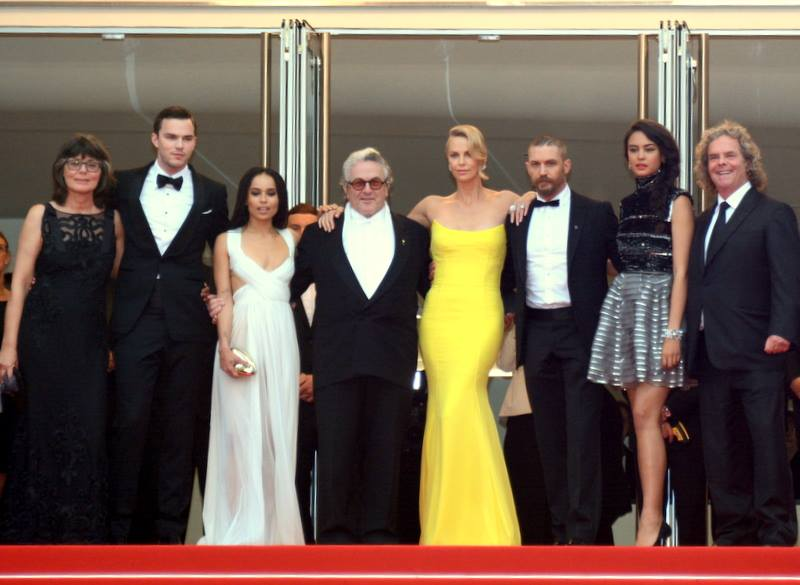
Margaret Sixel, Nicholas Hoult, Zoë Kravitz, George Miller, Charlize Theron, Tom Hardy, Courtney Eaton et Doug Mitchell, au Festival de Cannes 2015 pour la promotion de Mad Max: Fury Road.

En 2015, elle fait ses débuts sur grand écran dans le film de science-fiction post-apocalyptique Mad Max: Fury Road de George Miller. C'est le quatrième opus de la série Mad Max. Il marque le retour du héros australien au cinéma après trente ans d'absence. L'acteur britannique Tom Hardy succède à Mel Gibson dans le rôle-titre. Le film reçoit six Oscars lors de la 88e cérémonie des Oscars, le 28 février 2016. En plus d'une excellente réception critique donc, il rencontre un franc succès au box office.
En 2016, elle intègre le casting du blockbuster Gods Of Egypt d'Alex Proyas aux côtés de Gerard Butler et Nikolaj Coster-Waldau. Elle incarne Zaya, une esclave amoureuse du personnage principal incarné par Brenton Thwaites. Bénéficiant d'une forte promotion et réussissant à atteindre la seconde place au box office au moment de sa sortie, le film crée la controverse du côté de la critique. En effet, il est essentiellement reproché à son réalisateur le choix d'acteurs blancs pour incarner des dieux égyptiens, cependant, le caractère grandiose du projet est reconnu. Ce néo-péplum est ainsi considéré comme un échec critique et public mais connaît un second souffle lors de sa sortie en DVD.
En 2017, elle joue dans le drame indépendant Newness dans lequel elle donne la réplique à Nicholas Hoult et Laia Costa qui divise la critique. L'année suivante, elle est à l'affiche de la comédie familiale Status Update avec Ross Lynch et elle est l'une des têtes d'affiche du thriller Perfect avec Abbie Cornish,,, mais cette production ne séduit pas.
Puis, en 2019, elle joue dans le film d'action 64 minutes chrono de Steven C. Miller aux côtés d'Aaron Eckhart et Benjamin McKenzie. En fin d'année, pour la première fois, elle rejoint la distribution d'une série télévisée. En effet, elle participe à la série dramatique et horrifique Yellowjackets du réseau Showtime.

### Vie privée
De mars 2015 à novembre 2017, elle est en couple avec l'acteur et chanteur Ross Lynch.
Elle joue de la guitare et du piano.

## Filmographie

### Cinéma

#### Longs métrages
- 2015 : Mad Max: Fury Road de George Miller : Fragile
- 2016 : Gods Of Egypt de Alex Proyas : Zaya
- 2017 : Newness de Drake Doremus : Blake Beeson
- 2018 : Status Update de Scott Speer : Charlotte Alden
- 2018 : Perfect de Eddie Alcazar : Sarah
- 2019 : 64 minutes chrono (Line of Duty) de Steven C. Miller : Ava Brooks
- 2023 : Parachute (en) de Brittany Snow : Riley

Courts métrages
- 2024 : Bleu de Chanel de Martin Scorsese
- 2024 : Positive Reinforcement de Gustavo T. Astudillo : Courtney

### Télévision

#### Série télévisée
- 2021 : Yellowjackets : Lottie

#### Clips
- 2015 : i know you got away de R5
- 2017 : Chateau de Angus & Julia Stone

## Distinctions
Sauf indication contraire ou complémentaire, les informations mentionnées dans cette section proviennent de la base de données IMDb.

### Nominations
- Gold Derby Awards 2016 : Meilleure distribution pour Mad Max: Fury Road